# Province de Pordenone
Pour les articles homonymes, voir Pordenone (homonymie).
La province de Pordenone (provincie di Pordenon en frioulan, provincia de Pordenon en vénète) est une ancienne province italienne située dans la région autonome du Frioul-Vénétie Julienne, dont le chef-lieu était Pordenone. Elle est dissoute par la région autonome le 30 octobre 2017.

## Géographie
La province était située au sud-ouest de la région autonome du Frioul-Vénétie Julienne. Son territoire était partagé à parts égales entre la montagne des Dolomites frioulanes et des Préalpes carniques et de la plaine du Frioul. Elle était limitrophe de la province d'Udine au nord et à l'est, séparé par le Tagliamento, et de la Vénétie (provinces de Belluno, Trévise et Venise) à l'ouest et au sud.

## Histoire
En 1964, l'arrondissement de Podernone (circondario) est créé au sein de la province d'Udine, dont il est détaché en 1968 pour former la nouvelle province. En 1969, elle cède la commune de Forgaria nel Friuli à la province d'Udine.
Dissoute le 30 octobre 2017, la province est remplacée par plusieurs unions territoriales intercommunales, puis par l'organisme de décentralisation régionale de Pordenone le 1er juillet 2020.

## Nature
- Le parc naturel régional des Dolomites Frioulanes-Cimolais-Claut.
- La réserve naturelle de la forêt du Prescudin.
- La réserve naturelle du canyon du torrent Cellina-Barcis.
- Les grottes Verdi de Pradis di Clauzetto.
- Le Val d'Arzino.
- Le Val Cellina et le Val Vajont (lacs du Vajont et de Barcis).
- Le Val Colvera.
- Le Val Cosa.
- Le Val Tramontina (3 lacs de Tramonti).
- Les biotopes des Magredi di San Quirino et de la tourbière de Sequals.
- Le réseau Natura 2000 : la forêt du Cansiglio, le Mont Ciaurlec, le canyon du torrent Cosa, les Magredi de Tauriano, du Cellina et de Pordenone.

## Économie
L'agriculture de plaine a un rôle majeur dans la production de maïs, de soja, de betteraves à sucre, de fruits (pommes, poires, prunes, pêches, nectarines, kiwis, petits fruits) et de légumes (pommes de terre, asperge, oignon, ail). Il y existe aussi une viticulture qui garantit du vin de qualité (AOC Friuli Grave et prosecco). Dans les 5 vallées pordenonaises des Préalpes carniques et des Dolomites frioulanes, c'est plutôt de la sylviculture, une faible agriculture de montagne et de l'élevage pour la viande et ses dérivés, le lait et le fromage.
L'artisanat est aussi présent avec les céramiques de Zoppola, la mosaïque de Spilimbergo, la coutellerie de Maniago, les objets en bois sculptés de la Valcellina et de la Val Tramontina, les objets en fer forgé, en fer battu, en cuivre, en étain, et les chaussons frioulans "scarpets".
En ce qui concerne l'industrie, il y a, comme d'habitude dans le Frioul, des petites et moyennes entreprises à gestion familiale, dans les secteurs textile, agro-alimentaire, métallurgiques, mécanique et de la production de meubles.
L'industrie manufacturière s'est développée fortement ces dernières années dans les districts des composants et de la thermo-électromécanique, du meuble à Brugnera et de la coutellerie à Maniago.
Mais il y a aussi une entreprise de dimension majeure : l'usine d'électro-ménager Zanussi-Electrolux à Porcia, banlieue de Pordenone.
Le tourisme d'été et d'hiver se développe dans la partie montagneuse de la province, grâce à la station internationale de sports d'hiver de Piancavallo di Aviano, aux petites stations familiales de Claut et de Cimolais, dans les Dolomites frioulanes, classées UNESCO, et autour des lacs du Vajont, de Barcis et des Tramonti. Le parc naturel régional y attire les amateurs de silence, de faune et de flore alpines.
Sont également assez visités les grottes de Pradis di Clauzetto dans le Val Cosa, les sources thermales d'Anduins dans le Val d'Arzino, la Val Tramontina, Frisanco dans le Val Colvera et Andreis dans la Valcellina.
Dans la plaine sont visités le chef-lieu Pordenone, Porcia,  Sacile, Spilimbergo, Maniago, San Vito al Tagliamento, Valvasone, Sesto al Réghena et les Magredi ou Grave (genre de steppe).
Les activités sportives et de loisirs y sont diverses et nombreuses, tant en plaine qu'en montagne : ski alpin, ski de fond, ski de randonnée, snowboard, raquettes, ice-climbing, patinage sur glace, luge, chiens de traîneau, randonnées pédestres, équestres, cyclistes, VTT, aviron, canoë-kayak, sports d'eaux vives, baignade, voile, wakeboard, alpiniste, escalade, via-ferrata, golf, birdwatching, chasse, pêche, parapente, deltaplane, vol libre...

## Culture et tourisme
Les principaux monuments, musées et sites sont :
- à Pordenone, le Palais de la Commune, le Palais Ricchieri, la cathédrale, le Musée d'histoire naturelle, le PArCo, le Musée diocésain d'art sacré, le Musée archéologique du Frioul occidental dans le château de Torre,
- à Porcia, la tour de l'Horloge, les églises,
- à Sacile, le Palais communal, la cathédrale, les églises,
- le site archéologique de Palù di Livenza UNESCO,
- à Polcenigo, le musée, le palais, les sources du Gorgazo, le parc rural Europark,
- à Càneva, le Cansiglio frioulan avec sa forêt, les sources du Livenza, sanctuaire,
- à Aviano, la cathédrale, les églises, la station internationale de sports d'hiver et d'été de Piancavallo,
- à Montereale Valcellina, le Musée de l'énergie hydroélectrique de Malnisio et l'église,
- à Maniago, la cathédrale et le Musée de la Coutellerie, cité de la coutellerie italienne,
- les beaux villages de Frisanco et Poffabro dans la Val Colvera,
- à Sequals, les églises , la Villa Carnera, la tourbière,
- les villages pittoresques à l'architecture rurale frioulane de Meduno, Tramonti di Sotto et ses bourgades (Campone, Tramonti di Mezzo et les hameaux abandonnés de Canal du Cuna, Tamar et Palcoda), Tramonti di Sopra, centre de visite du P.N.R des Dolomites Frioulanes (UNESCO), dans la Val Tramontina, les trois lacs,
- à Vito d'Asio, dans la Val d'Arzino, les églises, le château de Pielungo, les sources sulfureuses d'Anduins,
- à Clauzetto, dans la Val Cosa, le canyon du torrent Cosa, les grottes de Pradis,
- la Valcellina, avec le Parc Naturel Régional des Dolomites Frioulanes UNESCO et son centre de visites de Cimolais, le lac de Vajont, les réserves naturelles de la forêt du Prescudin et du canyon du torrent Cellina,  Barcis, lac, petite station d'été,
- à Andreis, le Musée ethnographique d'arts et de civilisation paysanne,
- à Claut, le Musée de la Casa clautana, petite station de sports d'hiver et d'été
- à Spilimbergo, la cathédrale, le château, les églises, l'école internationale des mosaïstes du Frioul, cité de la mosaïque connue mondialement,
- les Magredi (steppe) de San Quirino, de Tauriano,
- à Valvasone, le château, la cathédrale, l'église,
- à Casarsa della Delizia, les églises, le Centre d'Etudes Pier Paolo Pasolini,
- à San Vito al Tagliamento, le Musée, les palais, la cathédrale,  l'église,
- à Cordovado, le borgo Castello, les palais, l'église, le sanctuaire,
- à Sesto al Réghena, l'abbaye bénédictine de Santa Maria in Sylvis.

Les manifestations touristico-culturelles majeures de la province sont:
- à Pordenone, le festival du livre "Pordenonelegge", le festival "Dedica", la "Festa di S.Marco Fortajada", "Le Voci dell'Inchiesta", "Rogo della Vecia" et les journées internationales du cinéma muet, Magraid (Magredi Trail running).
- à Sacile, la foire internationale aux oiseaux et "Il Volo del Jazz".
- à Brugnera, la fête du vin.
- à Spilimbergo, le festival musical "Folkest", "Rivivono Antichi Sapori" , "Tiliment Marathon Bike"et l'évocation historique de la "Macia".
- à Aviano, le festival international de folklore et "AnticaMente ad Aviano".
- à Caneva, "Castello in Festa".
- à Barcis, le championnat de motonautisme.
- à Andreis, la foire "Paesi aperti".
- à Claut, "Art e Sapori della Valcellina".
- à Tramonti di Sotto, le carnaval, "Art in Val", "FestinVal" et "Sonica Festival".
- à Maniago, Maniago en fête.
- à Polcenigo, la foire aux paniers.
- à Sesto al Réghena, la fête de printemps, l'été musical.
- à Casarsa della Delizia, la foire du vin , la "Fiesta di S.Zuan" de Zuccheri.
- à Valvasone, la revue internationale de musique ancienne pour orgue et l'évocation historique.